# ミルウォーキー交響楽団
ミルウォーキー交響楽団（ミルウォーキーこうきょうがくだん、英語: Milwaukee Symphony Orchestra、略称：MSO）は、アメリカ合衆国のウィスコンシン州 ミルウォーキーを本拠地とするオーケストラ。

## 概要
1959年にミルウォーキー・ポップス・オーケストラを前身として設立された。
1968年から12年間音楽監督を務めたケネス・シャーマーホーンの時代に、楽員数を100人規模に増やし楽団は急成長を遂げ、カーネギー・ホールでの公演が絶賛され、一躍全米にその名を轟かせることとなった。

1981年から作曲家でもあるルーカス・フォスが音楽監督に就任し、楽団の音楽性を高め、ヨーロッパツアーを実施し成功を収めた。1986年からは9年間ズデニェク・マーツァルが音楽監督を務め、多くの録音をこなし、メジャー・オケとしての地位を確立した。
1997年からアンドレアス・デルフスが音楽監督に就任、世界初演作品や新たに委嘱された作品を毎年演奏し、新しい音楽の提供者として知られるようになった。また、iTunesを含むオンラインで独自のライブ録音を配信する全米初のオーケストラとなった。
2009年から音楽監督を務めたエド・デ・ワールトのもとでは、シンフォニーからポップス、オペラの伴奏までこなす幅広い演奏活動を行い、音楽ファンから熱い支持を受けた。
2019年からケン=デイヴィッド・マズアが音楽監督に就任し、2021年の楽団の新本拠地となるブラッドリー・シンフォニー・センターへの移転に合わせ、バッハから女性、アジア系アメリカ人をはじめ様々な人種のアーティストを含む現代作曲家までをカバーする多様性に富んだプログラムを考案し実施した。

## 歴代音楽監督
- ハリー・ジョン・ブラウン（1960年 - 1968年）
- ケネス・シャーマーホーン（1968年 - 1980年）
- ルーカス・フォス（1981年 - 1986年）
- ズデニェク・マーツァル（1986年 - 1995年）
- アンドレアス・デルフス（1997年 - 2009年）
- エド・デ・ワールト（2009年 – 2017年）
- ケン=デイヴィッド・マズア (2019年 – 2026年)[7]